# Herta Heuwer
Herta Charlotte Heuwer (30. června 1913 Kaliningrad – 3. července 1999 Berlín) byla německá restauratérka v Berlíně, která v roce 1949 vynalezla pokrm currywurst (opékaná klobása s kari omáčkou).

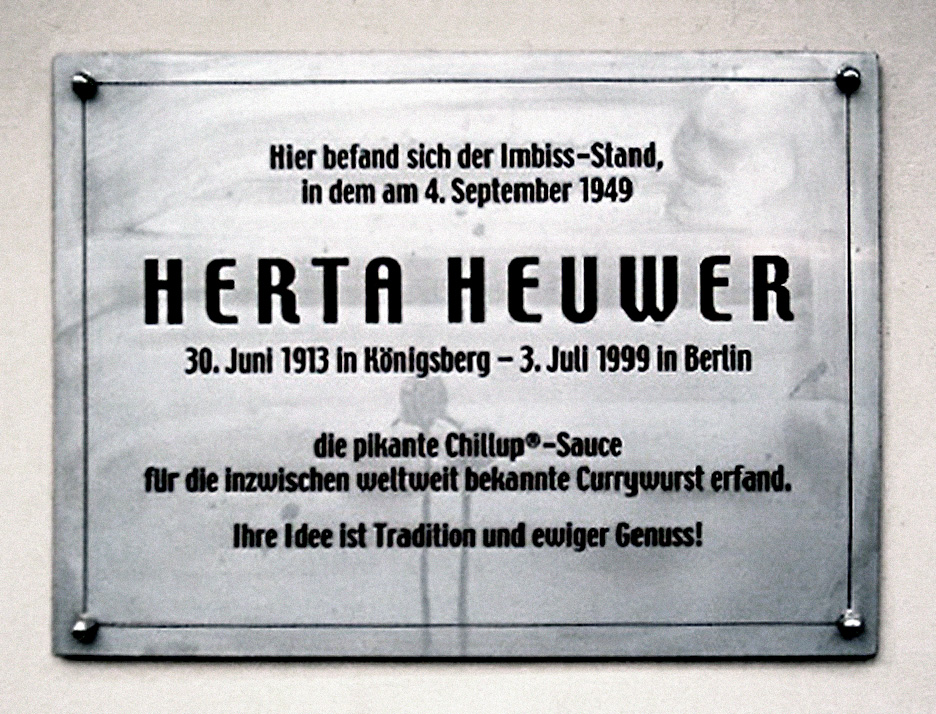
Pamětní tabule na budově bývalé restaurace

## Život
Narodila se 30. června 1913 v Kaliningradu jako šesté dítě v rodině stavitele Hermanna Pöppela (1877–1963) a tovární dělnice Minny Emilie Pöppelové (1877–1949), rozené Petruschkeové. Rodina se přestěhovala do Berlína, kde Hertta vystudovala obchodní školu a pak se stala krejčí. Následně se účastnila kurzů vedení domácnosti a vaření. V roce 1935 se provdala za Kurta Emila Heuwera, který byl zaměstnán ve společnosti Siemens & Halske. V období 1936–1940 byla prodavačkou v KaDeWe. Po skončení druhé světové války v roce 1946 pracovala jako trümmerfrau ve čtvrti Charlottenburg a byla dobrovolnicí berlínské Küchenhilfe.

## Currywurst

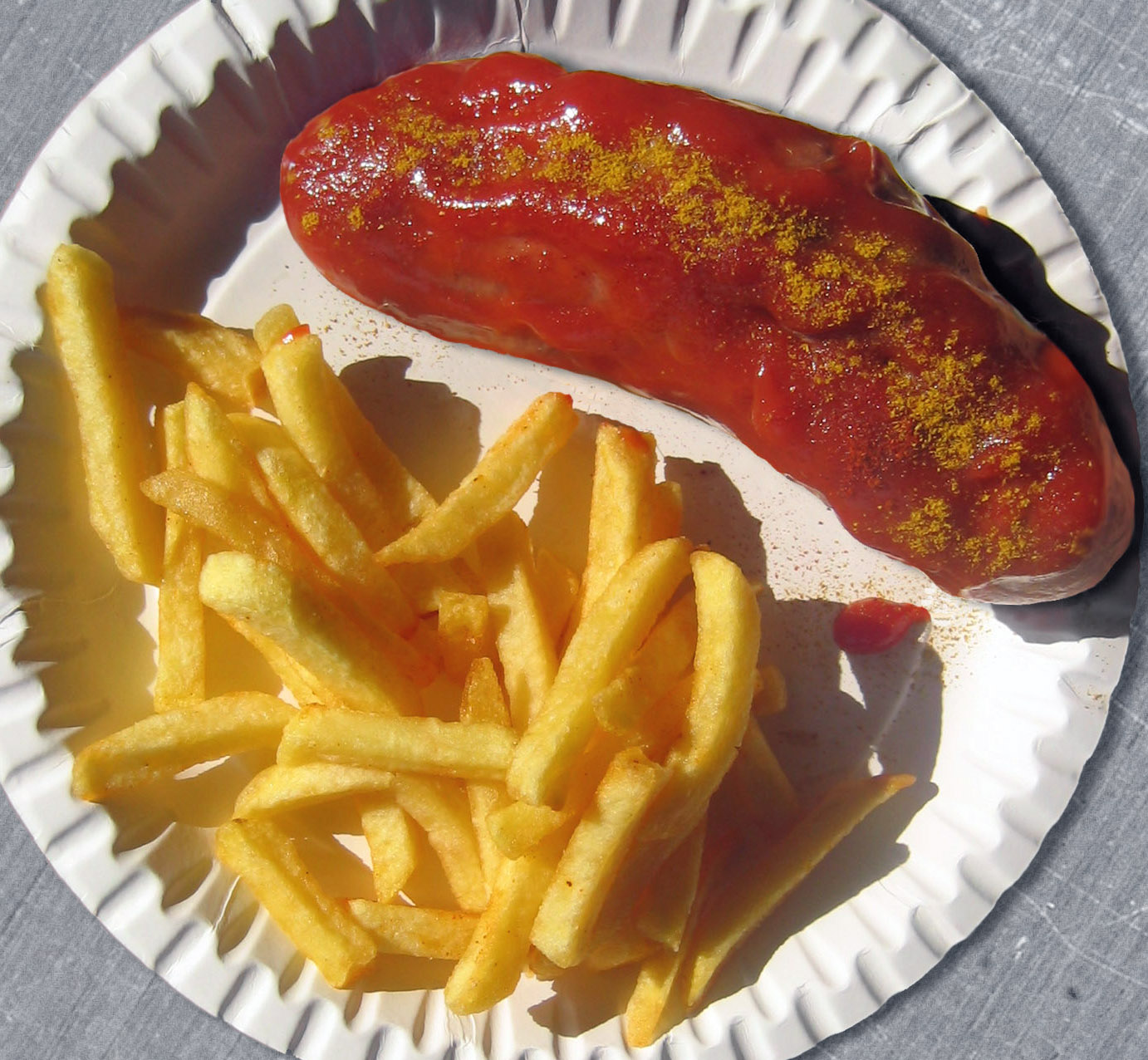
Currywurst s hranolky

V roce 1949 Herta Heuwer provozovala stánek s občerstvením na rohu ulic Kant-Straße a Kaiser-Friedrich-Straße v berlínské čtvrti Charlottenburg. Aby nabídla zákazníkům něco nevšedního, vymyslela omáčku z kečupu, Worcesterové omáčky a kari koření, kterou podávala k opékané klobáse. A tak vznikl currywurst. Údajně koření dostala od anglického vojáka. Tuto omáčku vymyslela 4. září 1949 a nechala si ji patentovat v roce 1959 (jiné zdroje uvádí rok 1951) pod názvem Chilliup, což je složenina ze slov chilli a ketchup.
Příběh currywurstu je spojen s řezníkem Maxem Brücknerem z Johanngeorgenstadtu v Krušných horách, který v Berlíně vyrobil klobásu bez střívka. V poválečné době pravá střívka byla nedostatkovým zbožím. Problém nastal jak dostat tuto klobásu mezi lidi. Spojil se s Hertou Heuwer a tuto klobásu přelili pikantní omáčkou, tím nebylo poznat, že je bez střívka, a nabídli zákazníkům. Úspěch currywurstu byl tak velký, že Herta Haewer si pronajala podnik na Kaiser-Friedrich-Straße 59, který byl otevřen ve dne i v noci a zaměstnával devatenáct prodejců. Restaurace fungovala až do roku 1974 a 29. června 2003 na budovu bývalé restaurace byla umístěna tabulka připomínající Hertu Heuwerovou a její vynález.
V roce 2009 bylo v Berlíně otevřeno muzeum currywurstů.